# CRISPR/Cas9基因編輯技術
CRISPR/Cas9基因编辑技术 是一种基因工程技术，通过该技术可以修饰生物体的基因组。它基于细菌的 CRISPR-Cas9 抗病毒防御系统，通过将与合成向导 RNA （gRNA） 复合的 Cas9 核酸酶递送到细胞中，可以在所需位置切割细胞基因组，从而可以在去除生物体现有的基因或添加新基因。

## 发现历史
2005 年，法国国家农业研究所 （INRA） 的亚历山大·博洛廷 （Alexander Bolotin） 发现了一个包含新 Cas 基因的 CRISPR 基因座，其中值得注意的是一种称为 Cas9 的大蛋白。
2012 年，由詹妮弗·杜德纳教授（加州大学伯克利分校）和于默奥大学教授 埃馬紐埃爾·沙爾龐捷 领导的研究小组第一批识别、披露和提交编辑 DNA 所需的 CRISPR-Cas9 系统的专利申请。

## 应用
2018年，中华人民共和国南方科技大学生物系副教授贺建奎及其团队利用基因编辑技术，改造一对双胞胎婴儿胚胎细胞的CCR5基因，尝试使婴儿获得对部分艾滋病具备免疫能力。
2023 年，第一个利用 CRISPR 基因编辑的药物 Casgevy 在英国被批准用于治疗镰状细胞贫血病和 β 地中海贫血。

## 荣誉与表彰
2020年，兩位科學家，詹妮弗·杜德纳和埃馬紐埃爾·沙爾龐捷因對CRISPR-Cas9的研究而獲得了當年的諾貝爾化學獎。